# 小岞镇
小岞镇是中国福建省泉州市惠安县下辖的一个镇。

## 历史沿革
1958年，小岞属飞跃公社净峰管区。1961年，改为小岞公社。1984年，设小岞乡。2000年，小岞乡改为小岞镇。

## 行政区划
小岞镇镇政府驻西林。小岞镇辖9个行政村，分别是：
前群村、前峰村、前海村、新桥村、后内村、螺山村、东山村、南赛东村、南赛西村。